# Stenocactus
Stenocactus (K.Schum.) A.Berger, 1929 è un genere di piante della famiglia delle Cactacee, endemico del Messico.

## Descrizione
Queste piante succulente si presentano in forme globulari o, più raramente, leggermente cilindriche. Presentano molte costolature su cui si ergono spine spesse e piatte.
La loro larghezza oscilla fra i 10 e i 15 cm, ma la loro altezza è piuttosto modesta.
Producono dei bellissimi fiori bianchi con striature rosse.

## Tassonomia
Il genere comprende le seguenti specie:
- Stenocactus boedekerianus A.Berger
- Stenocactus coptonogonus (Lem.) A.Berger
- Stenocactus crispatus (DC.) A.Berger
- Stenocactus multicostatus (Daul) A.Berger
- Stenocactus obvallatus (DC.) A.Berger
- Stenocactus ochoterenianus Tiegel
- Stenocactus phyllacanthus (A.Dietr. & Otto) A.Berger
- Stenocactus sulphureus (A.Dietr.) Bravo
- Stenocactus vaupelianus (Werderm.) F.M.Knuth

## Coltivazione
Queste piante succulente sono molto facili da coltivare, sono infatti piante molto rustiche. La temperatura minima che riescono a sopportare è di circa 5° sotto zero, ma la loro temperatura ideale è sui 25° circa. Possono fiorire molto precocemente, già a partire da aprile. Devono essere sempre annaffiate abbondantemente da aprile ad ottobre, mentre d'inverno è meglio lasciarle a riposo senza bagnarle mai.